# Чиже (гмина)
Чиже (пол. Czyże, бел. Чыжы) — сельская гмина (волость) в Польше, входит как административная единица в Хайнувский повет, Подляское воеводство. Население — 2599 человек (на 2004 год). Административный центр — деревня Чиже.

## Демография
| Перепись                       | Всего   | Всего | Женщины | Женщины | Мужчины | Мужчины |
| ------------------------------ | ------- | ----- | ------- | ------- | ------- | ------- |
| Единицы                        | человек | %     | человек | %       | человек | %       |
| Население                      | 2599    | 100   | 1315    | 50,6    | 1284    | 49,4    |
| Плотность населения (чел./км²) | 19,4    | 19,4  | 9,8     | 9,8     | 9,6     | 9,6     |

| Национальности | 2002  | 2002  |
| Национальности | число | %     |
| -------------- | ----- | ----- |
| Всего          |       | 100   |
| белорусы       | 2 280 | 81,81 |

## Сельские округа
1. Чиже
2. Хуковиче
3. Камень
4. Клейники
5. Койлы
6. Курашево
7. Ляды
8. Ленево
9. Луще
10. Може
11. Осувка
12. Поджечаны
13. Раковиче
14. Сапово
15. Шостаково
16. Вулька
17. Збуч

## Поселения
1. Буяковщызна
2. Храбняк
3. Лещыны
4. Максымовщызна
5. Подвежанка
6. Вежанка

## Соседние гмины
1. Гмина Бельск-Подляски
2. Гмина Дубиче-Церкевне
3. Гмина Хайнувка
4. Гмина Нарев
5. Гмина Орля